# 카리 (위성)
카리(Kari) 또는 Saturn XLV는 토성의 위성이다. 이 위성은 2006년 1월과 4월 사이의 관찰에서 발견되었고, 2006년 6월 26일 스콧 S. 셰파드, 데이비드 C. 주잇, 얀 클레이나와 브라이언 G. 마스든에 의해 발표되었다.
카리의 직경은 약 7 킬로미터로, 평균 22,305,100 km의 거리에서 1243.71일 동안 황도에 대해 148.4°(토성의 적도에 대해 151.5°)의 기울기로 토성을 역행 공전하며, 궤도이심률은 0.3405이다. 회전 주기는 7.7±0.14 시간으로 판명되었다. 노르스 그룹에 속한다.
이 위성의 이름은 2007년 4월 북유럽 신화에서 바람을 의인화한 포르니요트의 아들 카리의 이름을 따 명명되었다.

## 참고 문헌
- 천문학 연구소 토성 위성 데이터
- IAUC 8727: 토성의 위성[깨진 링크] 2006년 6월 30일 (발견)
- MPEC 2006-M45: 토성의 8개의 새로운 위성 2006년 6월 26일(발견 및 천체력)
- IAUC 8826: 목성과 토성의 위성 보관됨 2020-01-10 - 웨이백 머신 2007년 4월 5일 (위성 이름 지정)
- Denk, T., Mottola, S. (2013): Cassini-ISS 관측의 불규칙한 토성 달 광곡선: 업데이트. 초록 406.08, DPS 컨퍼런스 2013, 덴버(콜로라도), 2013년 10월 10일(시노딕 로테이션 기간)